# Actias luna
Actias luna (Linnaeus, 1758), la falena luna americana, è un lepidottero notturno appartenente alla famiglia Saturniidae, diffuso in Nordamerica, occasionalmente rinvenibile in Europa occidentale.

## Descrizione
L'Actias luna ha un'apertura alare che varia dagli 8 ai 12 cm di lunghezza, anche se alcuni esemplari hanno presentato ali lunghe ben 18 cm.
Le ali sono di colore verde-lime con una bordatura viola, il corpo è bianco e le antenne sono gialle.
Da adulta questa falena smette di nutrirsi perché sprovvista di spiritromba, quindi in media sopravvive per dieci giorni.
Pare che le lunghe code di cui è provvista servano come dissuasore per i pipistrelli, che hanno più difficoltà nel cacciarle perché causano loro problemi durante l'ecolocazione.
Il dimorfismo sessuale non è molto accentuato tra maschio e femmina, le femmine hanno un addome più ampio per ospitare le uova, mentre i maschi hanno le antenne più lunghe e ampie rispetto alle femmine.

## Larva
Quando il bruco esce dall'uovo misura dai 6 agli 8 millimetri di lunghezza, mentre quando sta per diventare una pupa raggiunge i 70-80 millimetri di lunghezza.
I bruchi hanno un colore verde chiaro con puntini gialli o magenta sui fianchi.
Se minacciati da un predatore i bruchi possono emettere dei "click" sonori con le mandibole e possono rigurgitare il contenuto dell'apparato digerente come un deterrente. 
Si è scoperto che i bruchi di questa specie riescono a produrre degli enzimi digestivi in grado di degradare gli enzimi tossici delle piante di cui si nutrono, che sono il cachi americano, lo storace americano, il sommacco velenoso e il noce pecan.

## Pupa
A differenza di altre specie, questa falena non si appende ad un ramo per avviare la metamorfosi, bensì scende dagli alberi e, dopo aver rimesso il contenuto intestinale rimanente, inizia ad avvolgersi nelle foglie presenti a terra legandole con la seta.
Se il bozzolo viene disturbato inizia a muoversi e ad emettere suoni.
Lo stadio di pupa dura qualche settimana, a meno che non sia stato effettuato in inverno, in quel caso dura nove mesi.